# Noud Janssen
Noud Janssen (Venray, 1956) is een voormalig Nederlands profvoetballer en tegenwoordig voetbaltrainer. 
Janssen speelde vanaf 1975 negen seizoenen voor MVV. Hij maakte daar voornamelijk als verdediger en middenvelder, meerdere promoties en degradaties mee. In 1984 scoorde hij in Nijmegen tegen N.E.C. de winnende treffer die promotie naar de eredivisie betekende.
Andere hoogtepunten waren zijn debuut tegen Feyenoord in De Kuip en de 3-6 eclatante overwinning in Amsterdam tegen Ajax in april 1980. 
Nadien keerde hij terug naar de vereniging waar hij zijn jeugdopleiding genoot en op 17-jarige leeftijd in het eerste elftal debuteerde, SV Venray. Daar leverde hij als aanvoerder een belangrijke bijdrage aan het absolute hoogtepunt in de verenigingshistorie, het kampioenschap in de Zondag Hoofdklasse C in 1989 en een groot aantal aansprekende resultaten in het KNVB-bekertoernooi.
Na zijn actieve loopbaan werd hij trainer van het reserveteam van Hoofdklasser SV Venray, SV Leunen, SSS'18 en RKVV Fiducia. Janssen bracht SV Leunen naar de derde klasse en SSS'18 van de vierde naar de tweede klasse. Dit laatste leverde hem in het seizoen 2007-2008 de Kliknieuwstrofee 'beste trainer in het Land van Cuijk' op. Daarna bleef hij trainer: van onder andere  S.V. Ysselsteyn, V.V. Holthees-Smakt en AVV America. Hij maakte S.V. Ysselsteyn kampioen. Ook AVV America promoveerde in seizoen 2017/2018.  